# Copa Sudamericana 2016
Die Copa Sudamericana 2016 war die 15. Ausspielung des nach der Copa Libertadores zweitwichtigsten südamerikanischen Fußballwettbewerbs für Vereinsmannschaften, der aufgrund des Sponsorings des französischen Mineralölunternehmens Total seit 2013 auch unter der Bezeichnung „Copa Total Sudamericana“ firmiert. Es nahmen wie im Vorjahr 47 Mannschaften aus den 10 Mitgliedsverbänden der CONMEBOL, einschließlich Titelverteidiger Independiente Santa Fe aus Kolumbien, teil. Neben diesem stellten Argentinien sechs und Brasilien acht Teilnehmer; die übrigen acht Länder jeweils vier Teilnehmer am Wettbewerb. Dieser wurde wie bisher in der zweiten Jahreshälfte ausgespielt.
Der Wettbewerb wurde vom Absturz des LaMia-Flug 2933 überschattet, bei dem 19 Spieler und 26 Funktionäre des Finalisten Chapecoense verstarben, die sich auf dem Weg nach Medellín, dem Hinspielort der Endspielpaarung, befanden.

## Modus
Wie im Vorjahr gab es vor dem Achtelfinale wieder zwei Runden. In der 1. Runde starteten die acht Länder (mit Ausnahme Argentiniens und Brasiliens) mit ihren jeweils vier Mannschaften. Die Teilnehmer aus Argentinien und Brasilien stießen erst in der 2. Runde dazu, wobei die Teams beider Länder jeweils gegeneinander spielten. Titelverteidiger Independiente Santa Fe hatte ein Freilos für das Achtelfinale. Der Wettbewerb wurde auch wie gehabt von der 1. Runde bis zum Finale im reinen K.-o.-System mit Hin- und Rückspiel ausgetragen. Bei Punkt- und Torgleichheit galt die Auswärtstorregel. War auch die Zahl der auswärts erzielten Tore gleich, folgte im Anschluss an das Rückspiel unmittelbar ein Elfmeterschießen.

## 1. Runde
Teilnehmer waren je vier Mannschaften aus acht Ländern Südamerikas, mit Ausnahme der Teams aus Argentinien und Brasilien. Die Hinspiele fanden zwischen dem 9. und 11. August, die Rückspiele zwischen dem 16. und 18. August statt.
|                              | Gesamt          |                                  | Hinspiel | Rückspiel |
| ---------------------------- | --------------- | -------------------------------- | -------- | --------- |
| Centro Atlético Fénix        | 1:2             | Club Cerro Porteño               | 1:0      | 0:2       |
| Sportivo Luqueño             | (a)1:1(a)       | Peñarol Montevideo               | 0:0      | 1:1       |
| CD Universidad de Concepción | 2:3             | Club Bolívar                     | 2:0      | 0:3       |
| Real Potosí                  | 4:2             | CD Universidad Católica          | 3:1      | 1:1       |
| Club Blooming                | 1:1 (4:1 i. E.) | Plaza Colonia                    | 1:0      | 0:1 n. V. |
| Club Sol de América          | 2:2 (5:4 i. E.) | Club Jorge Wilstermann           | 1:1      | 1:1 n. V. |
| Montevideo Wanderers         | 0:0 (5:4 i. E.) | CD O’Higgins                     | 0:0      | 0:0 n. V. |
| CD Palestino                 | 4:0             | Club Libertad                    | 1:0      | 3:0       |
| Universitario de Deportes    | 1:6             | Club Sport Emelec                | 0:3      | 1:3       |
| SD Aucas                     | (a)2:2(a)       | Real Garcilaso                   | 2:1      | 0:1       |
| Deportivo Lara               | 2:5             | Atlético Junior                  | 1:3      | 1:2       |
| Deportes Tolima              | 0:1             | Deportivo La Guaira              | 0:0      | 0:1       |
| Barcelona Sporting Club      | 1:1 (0:3 i. E.) | Zamora FC                        | 1:1      | 1:1 n. V. |
| Independiente Medellín       | 2:1             | Universidad Católica del Ecuador | 1:1      | 1:0       |
| Deportivo Anzoátegui         | (a)2:2(a)       | Sport Huancayo                   | 2:1      | 0:1       |
| Deportivo Municipal          | 0:6             | Atlético Nacional                | 0:5      | 0:1       |

## 2. Runde
Für die 2. Runde qualifizieren sich die sechzehn Sieger der 1. Runde sowie die sechs Mannschaften aus Argentinien und acht Mannschaften aus Brasilien, wobei die Klubs aus diesen beiden Ländern jeweils separat gegeneinander antreten. Die Hinspiele  fanden zwischen dem 23. bis 25. August, die Rückspiele am 31. August und zwischen dem 13. bis 15. September statt.
|                         | Gesamt    |                           | Hinspiel | Rückspiel |
| ----------------------- | --------- | ------------------------- | -------- | --------- |
| Santa Cruz FC           | 1:0       | Sport Recife              | 0:0      | 1:0       |
| Deportivo La Guaira     | 4:2       | Club Sport Emelec         | 4:2      | 0:0       |
| Cuiabá EC               | 2:3       | Chapecoense               | 1:0      | 1:3       |
| Club Bolívar            | 1:2       | Atlético Nacional         | 1:1      | 0:1       |
| Estudiantes de La Plata | 1:2       | CA Belgrano               | 1:0      | 0:2       |
| Club Blooming           | 1:3       | Atlético Junior           | 0:2      | 1:1       |
| Figueirense FC          | (a)5:5(a) | Flamengo Rio de Janeiro   | 4:2      | 1:3       |
| Club Cerro Porteño      | 7:0       | Real Potosí               | 6:0      | 1:0       |
| Real Garcilaso          | 2:3       | CD Palestino              | 2:2      | 0:1       |
| Zamora FC               | 0:2       | Montevideo Wanderers      | 0:1      | 0:1       |
| EC Vitória              | (a)2:2(a) | Coritiba FC               | 2:1      | 0:1       |
| Club Sol de América     | 2:1       | Sport Huancayo            | 1:0      | 1:1       |
| CA Lanús                | 0:3       | CA Independiente          | 0:2      | 0:1       |
| CA Banfield             | 3:4       | CA San Lorenzo de Almagro | 2:0      | 1:4       |
| Independiente Medellín  | 3:2       | Sportivo Luqueño          | 3:0      | 0:2       |

## Achtelfinale
Für das Achtelfinale qualifizierten sich die 15 Sieger der 2. Runde und Titelverteidiger Santa Fe. Die Hinspiele fanden zwischen dem 20. bis 22. September, die Rückspiele zwischen dem 27. bis 29. September statt.
|                           | Gesamt          |                         | Hinspiel | Rückspiel |
| ------------------------- | --------------- | ----------------------- | -------- | --------- |
| Independiente Medellín    | (a)3:3(a)       | Santa Cruz FC           | 2:0      | 1:3       |
| Independiente Santa Fe    | 3:4             | Club Cerro Porteño      | 2:0      | 1:4       |
| Club Sol de América       | 1:3             | Atlético Nacional       | 1:1      | 0:2       |
| Coritiba FC               | 3:3 (4:3 i. E.) | CA Belgrano             | 1:2      | 2:1 n. V. |
| CA San Lorenzo de Almagro | 4:1             | Deportivo La Guaira     | 2:1      | 2:0       |
| CD Palestino              | (a)2:2(a)       | Flamengo Rio de Janeiro | 0:1      | 2:1       |
| Montevideo Wanderers      | 0:0 (3:4 i. E.) | Atlético Junior         | 0:0      | 0:0 n. V. |
| Chapecoense               | 0:0 (5:4 i. E.) | CA Independiente        | 0:0      | 0:0 n. V. |

## Viertelfinale
Die Hinspiele fanden zwischen dem 18. bis 20. Oktober, die Rückspiele zwischen dem 25. bis 27. Oktober statt.
|                           | Gesamt |                    | Hinspiel | Rückspiel |
| ------------------------- | ------ | ------------------ | -------- | --------- |
| Independiente Medellín    | 0:2    | Club Cerro Porteño | 0:0      | 0:2       |
| Atlético Nacional         | 4:2    | Coritiba FC        | 1:1      | 3:1       |
| CA San Lorenzo de Almagro | 2:1    | CD Palestino       | 2:0      | 0:1       |
| Atlético Junior           | 1:3    | Chapecoense        | 1:0      | 0:3       |

## Halbfinale
Die Hinspiele fanden am 1. und 2. November, die Rückspiele am 23. und 24. November statt.
|                           | Gesamt    |                   | Hinspiel | Rückspiel |
| ------------------------- | --------- | ----------------- | -------- | --------- |
| Club Cerro Porteño        | (a)1:1(a) | Atlético Nacional | 1:1      | 0:0       |
| CA San Lorenzo de Almagro | (a)1:1(a) | Chapecoense       | 1:1      | 0:0       |

## Abgesagtes Finale
Am 29. November 2016 wurde das Finale vom südamerikanischen Fußballverband CONMEBOL abgesagt, da die Mannschaft von Chapecoense wenige Stunden zuvor auf dem LaMia-Flug 2933 verunglückt war und 19 Spieler sowie 26 Funktionäre ums Leben gekommen waren. Lediglich drei Spieler überlebten, neben drei weiteren Passagieren, schwer verletzt den Absturz.
Trotz der Absage des Endspiels war das Stadion in Medellín bis auf den letzten Platz gefüllt. Die Anhänger von Atlético Nacional sangen die Vereinshymne Sempre Chapecó (Für immer Chapecó) von Chapecoense. „Es waren 90 Minuten Fußballstimmung, ohne dass ein Ball rollte, vielleicht einer der größten Momente der jüngeren Sportgeschichte.“
Der Finalgegner Atlético Nacional teilte mit, auf den Titel zu verzichten, und forderte, diesen stattdessen als „posthume Würdigung“ an Chapecoense zu vergeben. Der südamerikanische Fußballverband CONMEBOL erklärte am 2. Dezember 2016 Chapecoense zum Titelträger.

## Beste Torschützen
Nachfolgend sind die besten Torschützen der Copa Sudamericana 2016 aufgeführt. Sie sind zunächst nach Anzahl ihrer Treffer, bei gleicher Torzahl alphabetisch sortiert.
| Rang | Spieler             | Klub                      | Tore |
| ---- | ------------------- | ------------------------- | ---- |
| 1    | Miguel Borja        | Atlético Nacional         | 6    |
|      | Cecilio Domínguez   | Club Cerro Porteño        | 6    |
| 3    | José Nicolás Blandi | CA San Lorenzo de Almagro | 5    |
| 4    | Claudio Bieler      | CA Belgrano               | 4    |
|      | Leonardo Valencia   | CD Palestino              | 4    |